# Alejo Carpentier

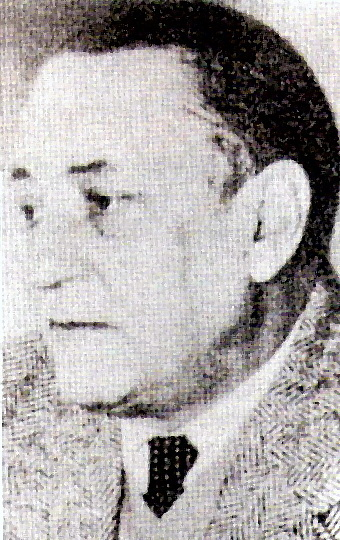
Alejo Carpentier

Alejo Carpentier y Valmont (ur. 26 grudnia 1904 w Lozannie, zm. 24 kwietnia 1980 w Paryżu) – kubański pisarz, muzykolog i dziennikarz. Jeden z najsłynniejszych przedstawicieli realizmu magicznego – miał wielki wpływ na rozwój literatury iberoamerykańskiej.

## Życiorys
Urodził się 26 grudnia 1904 w Lozannie w Szwajcarii. Jego matka była Rosjanką – profesorem lingwistyki, a ojciec francuskim architektem. Rodzina krótko po urodzinach Alejo wyemigrowała na Kubę. Pomimo europejskiego pochodzenia przez całe życie mocno identyfikował się jako Kubańczyk. rozpoczął studia muzykologiczne, a także zetknął się z przedstawicielami surrealizmu: André Bretonem, Paulem Éluardem, Louisem Aragonem, Jakiem Prévertem i Antoninem Artaudem. W 1920 powrócił na Kubę i zaczął pracę jako dziennikarz. Zafascynowany kulturą iberoamerykańską oraz kultami voodoo zaczął pisać powieści i opowiadania o takiej tematyce.
W 1927 za krytykę polityki prezydenta Kuby Gerardo Machado (rządzącego na Kubie w latach 1925–1933) został uwięziony. W tym samym roku uciekł z Kuby do Paryża, gdzie pozostał do 1939. W Paryżu zbliżył się do środowiska francuskich surrealistów: André Bretona, Paula Éluarda, Louisa Aragona, Antonina Artauda. Pisywał w dzienniku André Bretona Révolution Surréaliste. Pracował również w paryskim radiu. W 1933 w Madrycie ukazała się jego powieść Ecue-Yamba-O, będąca opisem życia czarnych mieszkańców Kuby.
W 1939 powrócił na Kubę. Pracował tu jako dziennikarz (wydawał pismo Tiempo Nuevo), był profesorem muzykologii w konserwatorium w Hawanie oraz dyrektorem hawańskiej rozgłośni radiowej.
W 1943 odwiedził Haiti, co miało duży wpływ na jego zainteresowania. Pod wpływem tej podróży napisał powieść Królestwo z tego świata (El reino de este mundo; pierwsze wydanie: 1949), opisującą okres panowania czarnoskórego cesarza Haiti Henri Christophe’a. W 1946 wydał Muzykę na Kubie (La musica en Cuba) – historię muzyki kubańskiej.
W latach 1945–1959 przebywał w Wenezueli. Doświadczenia tego pobytu były inspiracją dla najsłynniejszej powieści Carpentiera Podróż do źródeł czasu (Los pasos perdidos, wyd. 1953), która przyniosła mu światową sławę. Następne w kolejności powieści Carpentiera to: Pościg (El acoso) oraz Eksplozja w katedrze (El siglo de las luces) wydana w 1962 – opowiadająca o rewolucji francuskiej na Antylach.
W 1959, pod koniec rewolucji kubańskiej, powrócił na Kubę. Pisarz odgrywał dużą rolę w życiu kulturalnym komunistycznej Kuby, wykładał historię kultury na uniwersytecie w Hawanie oraz prowadził audycję radiową poświęconą kulturze. W 1970 został attaché kulturalnym Kuby w Paryżu oraz przedstawicielem Kuby w UNESCO.
W 1977 otrzymał Nagrodę Cervantesa, przyznawaną najlepszym pisarzom tworzącym w języku hiszpańskim.
Zmarł w Paryżu w 1980.
Alejo Carpentier jest uważany za prekursora realizmu magicznego – nurtu w literaturze latynoamerykańskiej, który zyskał wielką popularność. We wstępie do powieści Królestwo z tego świata sformułował teorię tzw. amerykańskiej rzeczywistości cudownej (lo real maravilloso), która jest utożsamiana z realizmem magicznym i późniejszą twórczością Garcii Márqueza, Asturiasa, Lezamy Limy i innych przedstawicieli tego nurtu.

## Najważniejsze dzieła
- Ecue-yamba-o!, pierwsze wydanie: 1933
- Królestwo z tego świata, 1949, wyd. pol. 1968
- Podróż do źródeł czasu, 1953, wyd. pol. 1963
- Wojna czasu (Guerra del tiempo), 1958, wyd. pol. 1974 – zbiór opowiadań o sytuacji politycznej na Kubie w latach 50. XX w., czasów dyktatury Batisty;
- Eksplozja w katedrze (El siglo de las luces), 1962, wyd. pol. 1966 – powieść o czasach rewolucji francuskiej i jej wpływie na sytuację na Karaibach
- Szaleństwo i metoda (El recurso de metodo), 1974, wyd. pol. 1980 – powieść o dyktaturze Machado na Kubie
- Koncert barokowy (Concierto barroco), 1974, wyd. pol. 1977
- Święto wiosny (La consagración de la primavera), 1978
- Harfa i cień (El arpa y la sombra), 1979